# モーテン・アンダーセン
モーテン・アンダーセン（Morten Andersen 1960年8月19日- ）はデンマークコペンハーゲン出身のアメリカンフットボール選手。利き足は左のプレースキッカー。NFLで25シーズン、47歳までプレーを続け歴代トップの2,544点をあげている。13シーズンプレーしたニューオーリンズ・セインツ、8シーズンプレーしたアトランタ・ファルコンズでそれぞれチーム史上最多得点をあげている。彼は正確性あるキックから"ミスター・オートマティック"、"Great Dane"（偉大なデンマーク人）と呼ばれた。

## 経歴

### NFL入りまで
心理学者の父親と教師の母親の間に双子としてコペンハーゲンで生まれた彼はユトランド半島西部の漁村、ストルーアで育った。5歳の時からサッカーを行った彼はサッカーデンマーク代表ジュニアチームに惜しくも漏れた。体操競技の床運動も得意とし16歳の時、所属したハンドボールチームは国内大会で優勝した。スポーツに身を入れすぎる彼を心配した母親が歴史や言語を学ばせた結果、彼は母国語のデンマーク語の他に英語、フランス語、ドイツ語、ラテン語、ノルウェー語、スウェーデン語を学んだ。
1977年8月19日、17歳となった誕生日にデンマークを離れYFUの交換留学生としてアメリカのインディアナポリスにある高校に留学しアメリカンフットボールと出会った。アメリカに行くまではNFLについて全く知らなかったという。1シーズンを過ごした後、彼はミシガン州立大学とパデュー大学から奨学金のオファーをもらい、ミシガン州立大学在学中のデンマーク人キッカーの説得により同大学への進学を決めた。
彼は当時のアメフト界に於いて、それまで威力はあるがどこに飛ぶか予測のつかないトーキックが主流だったところにサッカーでの常識であったインステップキックを広めた先駆者のひとりである。黒いサッカーシューズを蹴り足だけに履き、その左足から繰り出される正確なキックは相手チームに脅威を与え、4年次のオハイオ州立大学戦ではビッグ・テン・カンファレンス記録となる63ヤードのFGを決めた。1981年にはオールアメリカンに選出された。

### ニューオーリンズ・セインツ
1982年のNFLドラフト4巡目でニューオーリンズ・セインツに入団した。このときのチームとの契約は4万ドル及びサインボーナスとして4万2500ドルであった。プレシーズンにバム・フィリップスヘッドコーチがヒューストン・オイラーズコーチ時代のオイラーズのキッカー、トニ・フリッチュとポジションを争うこととなった彼はロースターからカットされることを覚悟した。フリッチュのサポートを得てロースターに残ったものの開幕戦のセントルイス・カージナルス戦でランディ・ラブとの接触プレーで足首を負傷、8週間の離脱を余儀なくされフリッチュが代わりにチームに加わった。この年NFLはストライキを実施、彼もピケに加わり卵や腐ったリンゴを投げつけられた。この年彼はFGを5回蹴って2回しか成功させることができなかったが2年目の1983年には24回中18回のFGを成功させた。
1986年にはNFLトップのFG成功率、86.7%、1987年にはNFLトップの28本のFGを成功させてプロボウル、オールプロに選出された。
彼は信頼性の高いキッカーとしてセインツ在籍した13シーズンで6回プロボウルに選ばれた。1987年2月1日の試合はNFCが6-10で敗れたが彼の2本のFGがNFCの全得点だった。1989年1月29日のプロボウルではヤン・ステナルードが1972年に作った48ヤードのプロボウル記録を更新する51ヤードのFGを決めた。
1991年のシカゴ・ベアーズ戦では当時歴代2位タイ（それまでにトム・デンプシーが63ヤード、スティーブ・コックスが60ヤードを成功させていた。）となる60ヤードのFGを決めた（それ以降にロブ・ビロナスが60ヤードのFGを成功、セバスチャン・ジャニコウスキー、ジェイソン・イーラム、マット・ブライアントはアンダーセンの記録を上回った。）。

### セインツ退団以降
1995年、サラリーキャップの影響でキッカーに高年俸を支払うことをよしとしないセインツの方針（サラリーを40%カットしようとした。）によりチームをカットされてアトランタ・ファルコンズに入団した。この年の12月、ニューオーリンズ・セインツ戦ではNFLのキッカーとして史上初めて1試合で50ヤード以上のFG3本を成功させた。
1996年の最終週ジャクソンビル・ジャガーズ戦では30ヤードの決勝FGを失敗、これにより創設2年目のジャガーズはプレーオフ出場を果たした。
この2年後、1998年シーズンチームは14勝2敗でシーズンを終えて15勝1敗で終えたミネソタ・バイキングスとNFCチャンピオンシップゲームで戦った。この試合ではそれまで44回連続でFGを成功させていたバイキングスのキッカー、ゲイリー・アンダーソンが残り2分を切ったところで38ヤードの決勝FGを失敗、オーバータイムにアンダーセンは38ヤードの決勝FGを決めてチームを初のスーパーボウルに導いた。第33回スーパーボウル出場を果たしたがデンバー・ブロンコスに敗れた。
1999年にニック・ロウリーを抜きFG成功数で歴代2位となった。ファルコンズには1995年から2000年まで6シーズン在籍し、プロボウルに1回選出された。
2001年再び年俸を抑制したいチーム方針からカットされ同年8月にニューヨーク・ジャイアンツと契約した。この年彼はFG28本中23本を成功させた。
2001年シーズン終了後にフリーエージェントとなった彼は2002年3月カンザスシティ・チーフスと契約し入団した。この年、彼はゲイリー・アンダーソンと共にジョージ・ブランダが持つ通算得点記録を追い抜いたが右ひざを痛めて故障者リスト入りし最後の2試合を欠場、連続試合出場が248試合で途絶えた。2003年3月、チーフスと再契約を結んだ彼はブランダのFGアテンプト記録をアンダーソンとともに追い抜いた。
2004年のオフシーズン、CFLでプレーしていた新人のローレンス・タイニーとのポジション争いに敗れて最終ロースターカットでチーフスから放出されたがすぐにミネソタ・バイキングスが2年契約を結んだばかりのジャーニーマン、ブレット・コンウェイをカット、アンダーセンと契約を結んだ。年齢と共に特にキックオフの飛距離の衰えが見られた彼はシーズン終了後フリーエージェントとなったがどのチームとも契約できずNFLヨーロッパでプレーしたいと述べた。
2006年1月、デンマーク・アメリカンフットボール殿堂の最初のメンバーに選ばれた。この年、アトランタ・ファルコンズのパンター、マイケル・コーネンがキッカーを兼任していたが最初の2試合でFG8本中2本しか成功させることができなかったため、ファルコンズよりアンダーセンに声がかかって契約、第3週より出場した。彼の復帰初戦はハリケーン・カトリーナの被害から復興中のニューオーリンズ、ルイジアナ・スーパードームで行われたマンデーナイトフットボール、セインツ戦であった。この試合でキャリア9回目となる5本のFGと2本のPATを成功させ、その週の週間MVP（スペシャルチーム部門）に選ばれた。これはこの賞が1984年に創設されて以来最年長での受賞となった。
12月16日のダラス・カウボーイズ戦でアンダーソンの記録を更新し、NFL通算得点1位となった。また翌週12月24日のカロライナ・パンサーズ戦でFG成功数でもアンダーソンを抜き歴代1位となった。
2007年9月16日、ファルコンズの新人キッカー、マット・プレイターが2本のFGを失敗した翌17日、ファルコンズと契約を結んだ。この年彼はFG28回中25回成功、成功率89.3%と自己最高をマークした。
しかし2008年ファルコンズがより飛距離の出せるジェイソン・イーラムと契約を結び、彼はどのチームとも契約を結べないまま同年12月にひざの故障を理由として2,544得点のNFL記録を残し48歳で現役引退を発表した。この年彼はウォルター･キャンプ・マン・オブ・ザ・イヤーを受賞した。
2009年11月、ニューオーリンズ・セインツの殿堂入りを果たした。
2017年2月4日、プロフットボール殿堂入りが発表された。

## アンダーソンとの比較
これまでゲイリー・アンダーソンとの比較が多くなされている。名前が似ていること、同じ1960年にアメリカ国外で生まれ（アンダーソンは南アフリカ共和国で生まれた。）ティーンエイジャーになってからアメリカに行った。モーテン・アンダーセンは1982年のNFLドラフト4巡目でセインツに指名されて13シーズンを過ごし、ゲイリー・アンダーソンは同じ年のドラフト7巡目でバッファロー・ビルズより指名されたがベテランのニック・マイク＝メイヤーとのポジション争いに敗れカットされた後、ピッツバーグ・スティーラーズに入団13シーズンを過ごした。
入団した1980年代から1990年代にかけて成功を修めたキッカーで得点、FGの上位2位までを占めた。通算FG成功率、PAT成功率は0.5%以内の差となっている。1998年のNFCチャンピオンシップゲームでゲイリー・アンダーソンはFGを失敗、モーテン・アンダーセンは決勝FGを決めて第33回スーパーボウルに出場した。

## 個人記録
2009年シーズン終了時点で次のNFL記録を保持している。

### NFL記録
- 通算出場試合数 - 382試合[37]
- キッカーとしての通算連続出場試合数（キッカー）- 248試合（全ポジションでも当時ジム・マーシャルの282試合連続出場に次ぐ歴代2位）[21]
- 通算FGアテンプト - 709回[38]
- 通算FG成功 - 565回[39]
- 通算得点 - 2,544点[40]
- 75得点以上をあげたシーズン - 24シーズン[41]
- 75得点以上をあげた連続シーズン - 22シーズン
- 90得点以上をあげたシーズン - 22シーズン[42]
- 98得点以上をあげたシーズン - 18シーズン[43]
- 決勝FG - 103回
- FGを成功させた試合数 - 299回[44]
- 2本以上FGを成功させた試合数 - 178試合[45]
- 1試合で14得点以上をあげた最高齢の選手 - 47歳と133日 （2007年12月30日、シアトル・シーホークス戦）[46]
- 4本のFGを決めた最高齢の選手 - 47歳と42日（2007年9月30日、ヒューストン・テキサンズ戦）[47]
- 5本のFGを決めた最高齢の選手 - 46歳と43日（2006年10月1日、アリゾナ・カージナルス戦）[48]
- 50ヤード以上のFGアテンプト - 84回
- 1シーズンの50ヤード以上FG成功 - 8回 （ジェイソン・ハンソンと並ぶ記録）
- 1試合での50ヤード以上FG成功 - 3回 （1995年12月10日、ニューオーリンズ・セインツ戦）（ニール・ラッカーズ、コナー・バース、クリス・ブラウン、フィル・ドーソン)
- 連続得点試合 - 360試合
- 通算得点試合 - 379試合
- 連続得点シーズン - 23 （ゲイリー・アンダーソンとタイ記録）

### チーム記録
- ニューオーリンズ・セインツ - 1,318点
- アトランタ・ファルコンズ - 806点

（2チームで通算得点記録を持っているのは彼1人）

### プロボウル記録
- 通算得点記録 - 45得点 （FG10回、PAT15回）
- 通算PAT成功回数 - 15回
- 通算FGアテンプト - 18回
- 通算FG成功 - 10回

### 歴代2位の記録
次の記録で歴代2位となっている。
- 通算PATアテンプト - 859回 （トップはジョージ・ブランダの959回）
- 通算PAT成功 - 849回 （トップはジョージ・ブランダの943回）
- 50ヤード以上のFG成功回数 - 40回（ジョン・カーニーと並んで2位タイ。トップはジェイソン・ハンソンの45回）[49]
- 出場シーズン - 25シーズン （トップはジョージ・ブランダの26シーズン）
- 100点以上をあげたシーズン - 14回 （トップはジェイソン・イーラムの16シーズン）[50]
- 5本以上のFGを成功させた試合数 - 9回 （トップはジョン・カーニーの11回）

彼は2010年に史上初の50歳選手としてプレーすることを目標としていると2002年以降しばしば語ったが2008年12月8日に現役引退を発表した。いずれかのチームと契約を結んでいれば1976年1月4日のAFCチャンピオンシップゲームでジョージ・ブランダが48歳と109日でプレーした記録を更新するところであった。

## 人物
プロフットボール殿堂入りしているキッカーがヤン・ステナルードただ一人であることについて彼自身は現役引退後、特に自身の殿堂入りに向けたキャンペーンを行うつもりはないと語っている。